# 古谷三敏
古谷 三敏（ふるや みつとし、1936年8月11日 - 2021年12月8日）は、日本の漫画家。満洲の奉天生まれ、茨城県鹿島郡神栖町（2005年より神栖市に）出身。薀蓄を多く含んだ漫画を得意とする。

## 経歴・人物
長男であるが、父親が満洲に渡って三年目に生まれたため三敏と名付けられた。父親は奉天の千日仲見世通りで割烹寿司店を経営。田中絹代や双葉山も来店するような名店だったが、賭博好きが高じて摘発され、一週間勾留されたことで寿司ネタが全て腐ってしまい、北京の六条胡同に引っ越す。父親は更に北戴河の陸軍病院の炊事係になった。三敏は秦皇島の小学校へは片道5時間、後に出来た分校までも2時間かかって通った。
1955年、19歳のときに『みかんの花咲く丘』（島村出版）でデビュー。1958年に手塚治虫のアシスタントになり、1961年に一度独立して月刊『少女』（光文社）等に連載を持つ。1963年に編集者の推薦により赤塚不二夫のアシスタントになる。赤塚とは年齢が1歳しか違わないこともあり、師弟というよりは親友、相棒という関係に近かった。
1965年に赤塚不二夫が設立したフジオ・プロダクションに参加。フジオプロ在籍時代はアイディアスタッフのメインとして『おそ松くん』『天才バカボン』など赤塚作品に多く関わっていたほか、並行して少女誌を中心に自作も手掛け、1970年から『週刊少年サンデー』に連載した『ダメおやじ』のヒットで、少年誌向けギャグ漫画家として人気を博し、同作で第24回（1978年）小学館漫画賞を受賞した。当時はフジオプロの大黒柱とまで呼ばれた。
その後、フジオプロから独立し、1974年9月に芳谷圭児と共に『ファミリー企画』を設立。以後は青年誌を中心に活動を続け、薀蓄を交え、サラリーマンのユーモラスな日常生活を描いた『減点パパ』をはじめ、酒の世界と人間ドラマを織り込んだ『BARレモン・ハート』、落語と噺家の人生を描いた『寄席芸人伝』など数多くの作品を世に送り出している。
1975年から2020年まで毎日新聞『日曜くらぶ』にて『ぐうたらママ』を連載し、45年の長期連載を達成した。
漫画家以外の活動では、日本テレビ『おはよう!こどもショー』内でイラスト講座を担当したことがある。
1990年にサントリーのバーテンダー専科コースに通い、バーテンダーの資格を取得。漫画『BARレモン・ハート』でもその体験を描いたエピソードがあり、第9巻に掲載されている。
大泉学園駅にて漫画と同名の「BARレモンハート」を経営している。阿佐ヶ谷でも「Beer Bar レモンハート」を経営し孫が勤めていたが閉店。その孫は現在「BARレモンハート」のチーフバーテンダーとなっており、かつて「鶏和酢 里紅（とりあえず りく）」の名前でゴールデンボンバーに「Doramu」として所属していたこともある。
2021年12月8日、がんのため死去。85歳没。同月13日に双葉社より発表された。

## 作品
- ピンキーちゃん（1968年 - 1969年、週刊少女フレンド、講談社）
- プリンセスプリンちゃん（1969年、なかよし、講談社）
- ダメおやじ（1970年 - 1982年、週刊少年サンデー、小学館）
- マンダム親子（1971年 - 1972年、週刊少年キング、少年画報社）
- 五年バカ組（1972年、小学五年生、小学館）[11]
- がんばれたこぼう（1973年 - 1974年、小学二年生、小学館）[12][13]
- どくだみ先生（1973年 - 1974年、週刊少年チャンピオン、秋田書店）
- たこぼう一家（1974年、小学三年生、小学館）[14]
- ぐうたらママ（1975年 - 2020年、毎日新聞『日曜くらぶ』、毎日新聞社）
- 寄席芸人伝（1978年 - 1989年、ビッグコミック、小学館）
- BARレモン・ハート（1985年 - 2021年、漫画アクションほか、双葉社）
- 減点パパ（週刊ポスト、小学館）
- 手っちゃん（週刊少年チャンピオン、秋田書店）
- パパさん（公明新聞、公明党機関紙局・まんがライフ、竹書房）
- グズ夫くん（日刊スポーツ、日刊スポーツ新聞社）
- ハーイぐう山です（日刊スポーツ、日刊スポーツ新聞社）
- うちの甚五郎（まんがタイム、芳文社）
- 噂のナイトマン（週刊アサヒ芸能、徳間書店）
- 「ホワーッ!」といずゴルフ（作・やまさき十三、週刊ポスト、小学館）
- ゆっくりダボさん（作・小堀洋、漫画アクション、双葉社）
- マジです! タケちゃん（週刊読売、読売新聞社）
- ダウンタウンモグ（市原吉之との共作、週刊女性、主婦と生活社）
- 合格ユミちゃん（監修・高橋敦子、週刊女性セブン、小学館）
- 魔子ちゃん（週刊少女フレンド、講談社）
- コミクルパァ（少女コミック、小学館）
- びりっかすヒナちゃん（週刊少女フレンド、講談社）
- オールナイトデッコ（赤塚不二夫との共作、週刊少女フレンド、講談社）
- 母恋い千鳥（月刊プリンセス、秋田書店）
- 天才バカボンのおやじ（赤塚不二夫との共作、漫画サンデー、実業之日本社）
- 赤塚ギャグ笑待席「幕末のプレイボーイ 月形半平チャン」（週刊少年ジャンプ、集英社）
- ドテかぼちゃん（週刊少年キング、少年画報社）
- とむらいクン（パワァコミック、双葉社）
- 寝太郎くん（マンガ少年、朝日ソノラマ）
- マンション大統領（少年ワールド、潮出版社）
- ハチャメチャラボ（マンガ少年、朝日ソノラマ）
- ボクの手塚治虫せんせい（A-ZERO、双葉社、2010年6月）
- マンガ なぜ会社は変われないのか 立志篇（原作・柴田昌治、日本経済新聞社。柴田昌治著『なぜ会社は変われないのか』の第一章をコミック化した作品。）
- 日本の常識 おばあちゃんの時間です（自己表現 2000年）
- マンガ日本の古典 30巻「浮世床」（中央公論社）
- 1936-2021 古谷三敏メモリアルセレクション〜そしてまた、BARレモン・ハートで乾杯を〜（双葉社、2023年4月27日）ISBN 978-4-575-85832-7[15]

### 漫画以外でイラストを描いた作品
- まりちゃんズ「ひがみブルース／尾崎家の祖母」シングルジャケット
- 公共広告機構「言葉が、凶器になる」（1979年度・家庭教育キャンペーン）
- 公共広告機構「言葉が、励みになる」（1980年度・家庭教育キャンペーン）
- 公共広告機構「お父さんは、ケチじゃないッ」（1980年度・家庭教育キャンペーン）
- 公共広告機構「川柳シリーズ」（1983年度・家庭教育キャンペーン）
- ACジャパン「3つのヘン」（2014年度・日本脳卒中協会支援キャンペーン）
- 公式ECサイト［BARレモン・ハートオリジナルウイスキーボトル］ (PB BARレモン・ハート クライヌリッシュ 20年)
- 公式ECサイト［BARレモン・ハートオリジナルウイスキーボトル］ (PB BARレモン・ハート カリラ 8年)
- 公式ECサイト［BARレモン・ハートオリジナルウイスキーボトル］ (PB BARレモン・ハート ハイランドパーク15年)
- 公式ECサイト［BARレモン・ハートオリジナルウイスキーボトル］ (PB BARレモン・ハート グレングラント 25年)
- 公式ECサイト［BARレモン・ハートオリジナルウイスキーボトル］ (PB BARレモン・ハート グレンロッシー 22年)
- CavaTappi(カバタッピ)表紙 2021夏 Vol.85

### 漫画以外の著書
- 『落語うんちく高座 -実録・寄席芸人伝-』（廣済堂出版、1984年）
- 『落語うんちく学 -噺家たちの夢芝居-』（廣済堂出版、1985年）
- 『古谷三敏・ウンチク大全・酒』（大和書房、1985年）
- 『男の酒と肴ウンチク学』（廣済堂出版、1985年）
- 『「男の手前みそ」 -ウンチク手作り事典食の巻-』（徳間書店、1986年）
- 『面白うんちく新学説 -ユーモラスな104のウンチク集-』（廣済堂出版、1987年）
- 『続 面白うんちく新学説 -奇説・新説・知識の宝庫-』（廣済堂出版、1990年）
- 『おばあちゃんの知恵暮らしの便利帳』小学館実用シリーズlady bird. セブンブックス 1996
- 『BAR レモン・ハート・カクテル大事典』（双葉社、2002年）
- 『知識ゼロからのシングル・モルト&ウイスキー入門』幻冬舎 2004
- 『知識ゼロからのハイボール入門』幻冬舎 2011

### 共著
- 古谷三敏、古谷陸『〜あの頃、レモン・ハートで〜BARで飲みたい31の名酒』双葉社、2017年6月。ISBN 978-4-575-31260-7。

## 関連人物
- 手塚治虫
- 赤塚不二夫
- 長谷邦夫
- 芳谷圭児
- 高井研一郎
- 北見けんいち
- ありま猛
- とりいかずよし